# L'Orphelin d'Anyang

L'Orphelin d'Anyang est un film chinois réalisé par Wang Chao, sorti en 2001

## Synopsis
À Anyang (ville du Nord-Est de la Chine), une prostituée (Feng Yanli) doit abandonner son enfant car elle ne peut l’élever. Elle confie le nouveau-né à un ouvrier au chômage (Yu Dagang) en échange de 200 yuans chaque mois.

## Fiche technique
- Titre : L'Orphelin d'Anyang
- Titre original : Anyangde guer
- Réalisation : Wang Chao
- Scénario : Wang Chao, adapté du roman L'Orphelin d'Anyang de Wang Chao
- Images : Zhang Xi
- Son : Wang Yu
- Musique :
- Montage : Wang Chao
- Production : Li Fang pour Laurel Productions
- Pays d'origine :  Chine
- Format : Couleurs - 1,85:1 - son Dolby numérique -  35 mm
- Genre : drame
- Durée : 84 minutes
- Date de sortie : 
  - 16 mai 2001 au Festival de Cannes  France
  - 13 mars 2002 en  France

## Distribution
- Zhue Jie : Feng Yanli (une prostituée originaire de Mandchourie)
- Sun Gui Lin : Yu Dagang (un ouvrier quadragénaire au chômage)
- Yue Sen Yi : Boss Side
- Tianhao Liu :
- Fuwen Miao :

## Récompenses et distinctions
- Grand prix au Festival international du premier film d'Annonay